# Onitis subopacus
Onitis subopacus är en skalbaggsart som beskrevs av Gilbert John Arrow 1931. Onitis subopacus ingår i släktet Onitis och familjen bladhorningar. Inga underarter finns listade i Catalogue of Life.